# Сарипул (Нурабадский район)
Сарипул (тадж. Сарипул) — село в Нурабадском районе Республики Таджикистан. Административно относится к сельской общине Мехробод.
Расстояние от села до центра района (пгт Дарбанд) — 11 км, до центра общины (село Мехробод) — 7 км.
Население — 55 человек (2017 г.), таджики.